# Fnac Mobile
Fnac Mobile est une offre de télécommunications mobiles née le 6 juillet 2006 d'un accord de licence de marque entre la Fnac et Orange. Elle n'est plus commercialisée depuis le 24 novembre 2011.
Fnac Mobile est un accord de licence et non pas un MVNO. L'offre "Fnac Mobile" comprend un ensemble de services packagés disponible avec engagement (12 ou 24 mois) et couplé incluant les communications nationales vers fixes et mobiles, les SMS, les MMS, les courriels et l'accès aux services multimédia Fnac mobile ainsi qu'au portail Orange World.
L’offre Fnac mobile avec Orange était en vente dans les magasins Fnac de France (hors magasins de Bastille et Monaco) et aussi sur internet sur Orange.fr et Fnac.com

## Identité visuelle (logo)

Logo de Fnac Mobile du 6 juillet 2006 au 24 novembre 2011.